# Sainte Parenté

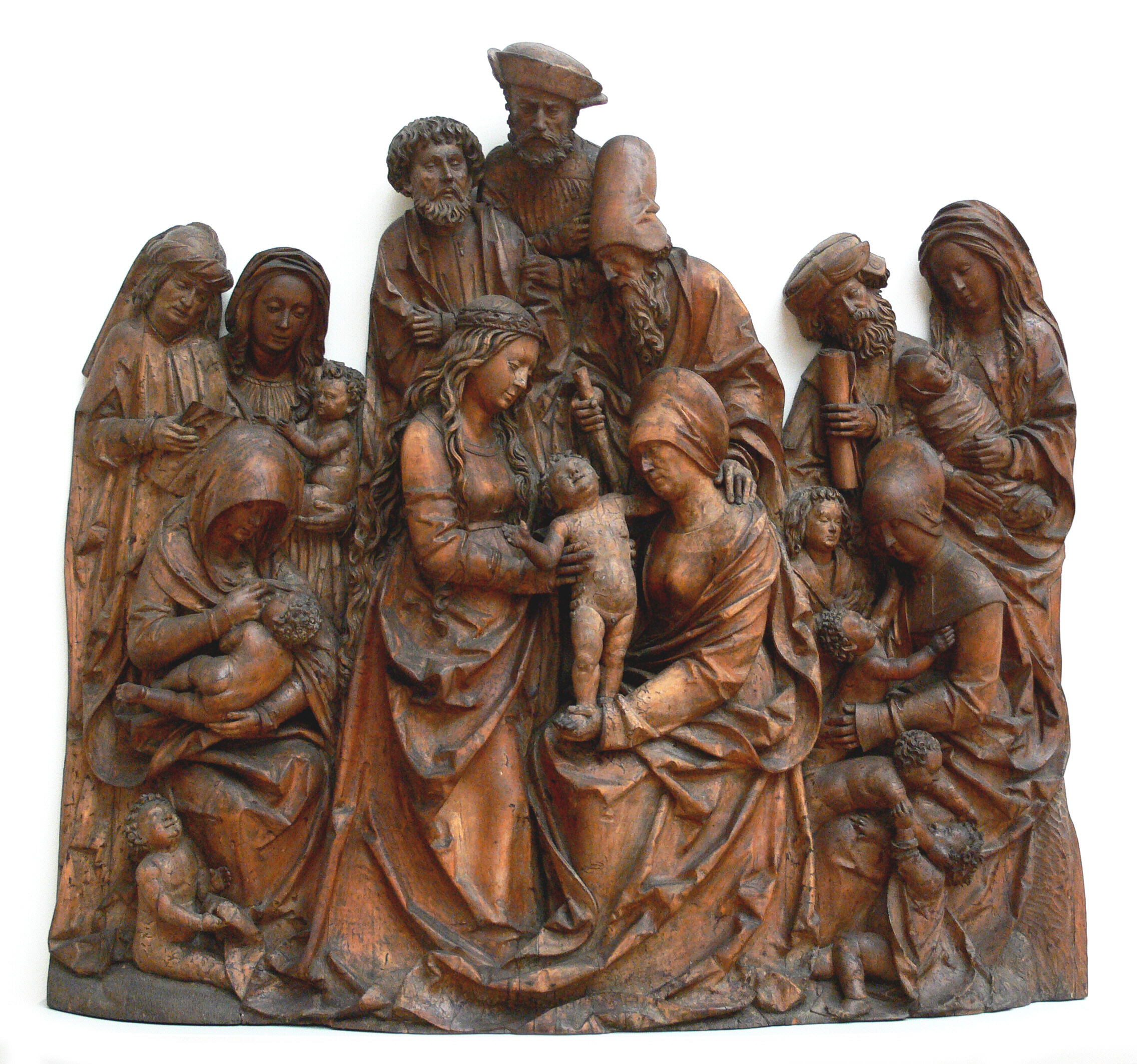
Hans Thomann, Sainte Parenté (vers 1515), Musée de Bode, Berlin.

La Sainte Parenté désigne l'ensemble de la famille de Marie (mère de Jésus), descendants de sa mère sainte Anne et composée de ses parents et sœurs et des maris et enfants de celles-ci. Selon la tradition qui a ses origines dans des manuscrits apocryphes et qui est notamment détaillée dans La Légende dorée de Jacques de Voragine, elle est composée de 17 personnes. La Sainte Parenté est une thème populaire de l'iconographie du Saint-Empire romain, principalement dans la région correspondant à l'Allemagne et aux Pays-Bas actuels, et se retrouve dans de nombreuses formes : enluminures, vitraux, sculptures, hauts-reliefs et peintures de la fin du XVe siècle et le début du XVIe siècle. Ce thème est à rapprocher de la Trinité mariale (Anna Selbdritt en allemand) qui montre seulement sainte Anne, Marie et Jésus, de la Sainte Famille, où Anne est remplacé par Joseph, et enfin de la Sainte Trinité, sans présence féminine, composée de Dieu le Père, du Fils et du Saint Esprit.

## Composition

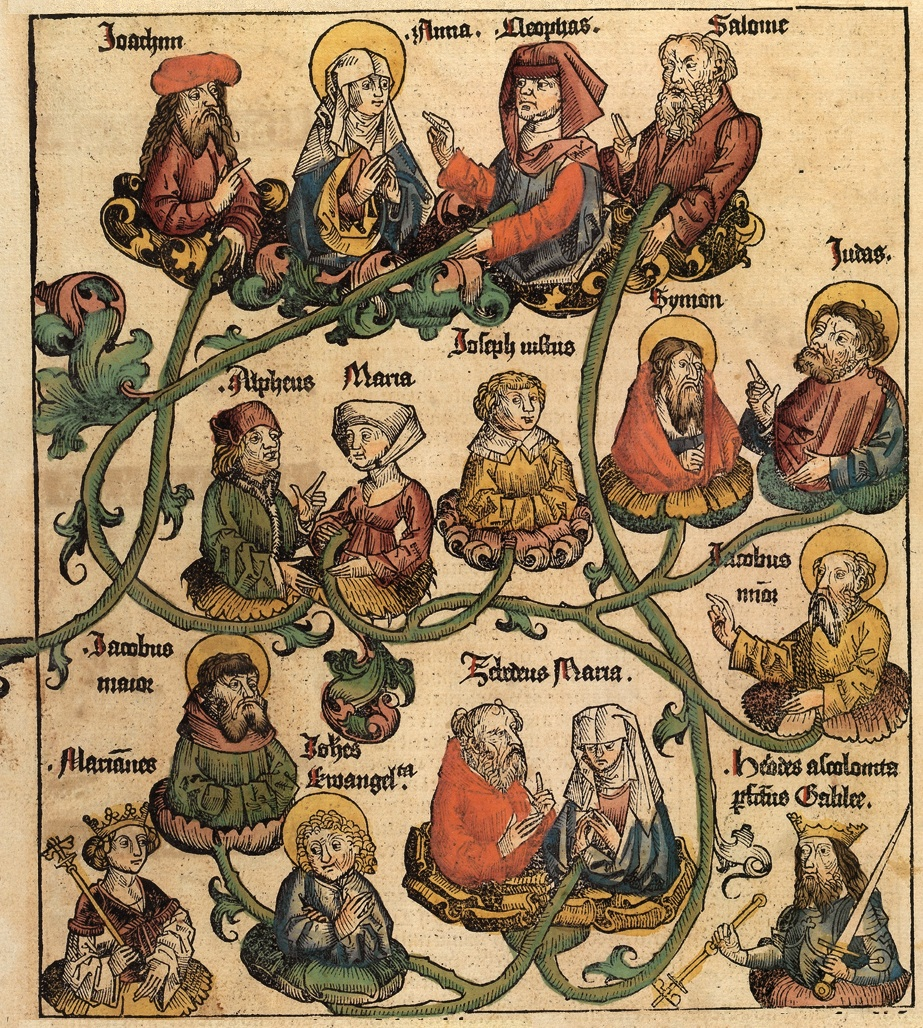
Hartmann Schedel, Chroniques de Nuremberg, Arbre de parenté (1493).

La Sainte Parenté est composée de Anne (mère de Marie) et de ses maris et de sa descendance. Anne s'est mariée trois fois : avec  Joachim, dont est issu Marie, puis à sa mort avec Cléophas dont est issue Marie Jacobé, et enfin avec Salomas ou Salomé, dont est issue  Marie Salomé. Ces trois Marie ont elles aussi eu des enfants, tous masculins et sans descendants : Marie et Joseph le seul Jésus, Marie Jacobé avec Alphée quatre enfants, et enfin Marie Salomé, avec Salomé deux enfants ; il y a donc Anne et ses 3 époux, et la famille de Marie (3 personnes), la famille de Marie Jacobé (6 personnes) et la famille de Marie Salomé (4 personnes), d'où un total de 17 personnes. 
Voici la parenté du Christ (d'après Voragine) : 
|           |           |           |           |                  |                  |                  |                  |                  |                  |          |          |          |          |  |  |                                   |                                   | Émérencie                         | Émérencie                         | Émérencie                         | Émérencie                         | Émérencie        | Émérencie        |                  |                  |            |            |            |            | Stolanus | Stolanus | Stolanus     | Stolanus     | Stolanus     | Stolanus     |              |              |         |         |         |         |         |         |                   |                   |                   |                   |                   |                   |      |      |                 |                 |                 |                 |                 |                 |  |  |                 |                 |                 |                 |                 |                 |          |          |               |               |               |               |               |               |  |  |                   |                   |                   |                   |                   |                   |  |  |                    |                    |                    |                    |                    |                    |  |  |  |  |  |  |
|           |           |           |           |                  |                  |                  |                  |                  |                  |          |          |          |          |  |  |                                   |                                   | Émérencie                         | Émérencie                         | Émérencie                         | Émérencie                         | Émérencie        | Émérencie        |                  |                  |            |            |            |            | Stolanus | Stolanus | Stolanus     | Stolanus     | Stolanus     | Stolanus     |              |              |         |         |         |         |         |         |                   |                   |                   |                   |                   |                   |      |      |                 |                 |                 |                 |                 |                 |  |  |                 |                 |                 |                 |                 |                 |          |          |               |               |               |               |               |               |  |  |                   |                   |                   |                   |                   |                   |  |  |                    |                    |                    |                    |                    |                    |  |  |  |  |  |  |
|           |           |           |           |                  |                  |                  |                  |                  |                  |          |          |          |          |  |  |                                   |                                   |                                   |                                   |                                   |                                   |                  |                  |                  |                  |            |            |            |            |          |          |              |              |              |              |              |              |         |         |         |         |         |         |                   |                   |                   |                   |                   |                   |      |      |                 |                 |                 |                 |                 |                 |  |  |                 |                 |                 |                 |                 |                 |          |          |               |               |               |               |               |               |  |  |                   |                   |                   |                   |                   |                   |  |  |                    |                    |                    |                    |                    |                    |  |  |  |  |  |  |
|           |           |           |           |                  |                  |                  |                  |                  |                  |          |          |          |          |  |  |                                   |                                   |                                   |                                   |                                   |                                   |                  |                  |                  |                  |            |            |            |            |          |          |              |              |              |              |              |              |         |         |         |         |         |         |                   |                   |                   |                   |                   |                   |      |      |                 |                 |                 |                 |                 |                 |  |  |                 |                 |                 |                 |                 |                 |          |          |               |               |               |               |               |               |  |  |                   |                   |                   |                   |                   |                   |  |  |                    |                    |                    |                    |                    |                    |  |  |  |  |  |  |
|           |           |           |           | Ismérie          | Ismérie          | Ismérie          | Ismérie          | Ismérie          | Ismérie          |          |          |          |          |  |  | Stolanus ou Solanus(?) Ephraim(?) | Stolanus ou Solanus(?) Ephraim(?) | Stolanus ou Solanus(?) Ephraim(?) | Stolanus ou Solanus(?) Ephraim(?) | Stolanus ou Solanus(?) Ephraim(?) | Stolanus ou Solanus(?) Ephraim(?) |                  |                  |                  |                  |            |            |            |            |          |          |              |              |              |              |              |              | Joachim | Joachim | Joachim | Joachim | Joachim | Joachim |                   |                   |                   |                   |                   |                   | Anne | Anne | Anne            | Anne            | Anne            | Anne            |                 |                 |  |  |                 |                 | Cléophas        | Cléophas        | Cléophas        | Cléophas        | Cléophas | Cléophas |               |               |               |               |               |               |  |  | Salomas           | Salomas           | Salomas           | Salomas           | Salomas           | Salomas           |  |  |                    |                    |                    |                    |                    |                    |  |  |  |  |  |  |
|           |           |           |           | Ismérie          | Ismérie          | Ismérie          | Ismérie          | Ismérie          | Ismérie          |          |          |          |          |  |  | Stolanus ou Solanus(?) Ephraim(?) | Stolanus ou Solanus(?) Ephraim(?) | Stolanus ou Solanus(?) Ephraim(?) | Stolanus ou Solanus(?) Ephraim(?) | Stolanus ou Solanus(?) Ephraim(?) | Stolanus ou Solanus(?) Ephraim(?) |                  |                  |                  |                  |            |            |            |            |          |          |              |              |              |              |              |              | Joachim | Joachim | Joachim | Joachim | Joachim | Joachim |                   |                   |                   |                   |                   |                   | Anne | Anne | Anne            | Anne            | Anne            | Anne            |                 |                 |  |  |                 |                 | Cléophas        | Cléophas        | Cléophas        | Cléophas        | Cléophas | Cléophas |               |               |               |               |               |               |  |  | Salomas           | Salomas           | Salomas           | Salomas           | Salomas           | Salomas           |  |  |                    |                    |                    |                    |                    |                    |  |  |  |  |  |  |
|           |           |           |           |                  |                  |                  |                  |                  |                  |          |          |          |          |  |  |                                   |                                   |                                   |                                   |                                   |                                   |                  |                  |                  |                  |            |            |            |            |          |          |              |              |              |              |              |              |         |         |         |         |         |         |                   |                   |                   |                   |                   |                   |      |      |                 |                 |                 |                 |                 |                 |  |  |                 |                 |                 |                 |                 |                 |          |          |               |               |               |               |               |               |  |  |                   |                   |                   |                   |                   |                   |  |  |                    |                    |                    |                    |                    |                    |  |  |  |  |  |  |
|           |           |           |           |                  |                  |                  |                  |                  |                  |          |          |          |          |  |  |                                   |                                   |                                   |                                   |                                   |                                   |                  |                  |                  |                  |            |            |            |            |          |          |              |              |              |              |              |              |         |         |         |         |         |         |                   |                   |                   |                   |                   |                   |      |      |                 |                 |                 |                 |                 |                 |  |  |                 |                 |                 |                 |                 |                 |          |          |               |               |               |               |               |               |  |  |                   |                   |                   |                   |                   |                   |  |  |                    |                    |                    |                    |                    |                    |  |  |  |  |  |  |
|           |           |           |           |                  |                  |                  |                  |                  |                  |          |          |          |          |  |  |                                   |                                   |                                   |                                   |                                   |                                   |                  |                  |                  |                  |            |            |            |            |          |          |              |              |              |              |              |              |         |         |         |         |         |         |                   |                   |                   |                   |                   |                   |      |      |                 |                 |                 |                 |                 |                 |  |  |                 |                 |                 |                 |                 |                 |          |          |               |               |               |               |               |               |  |  |                   |                   |                   |                   |                   |                   |  |  |                    |                    |                    |                    |                    |                    |  |  |  |  |  |  |
|           |           |           |           |                  |                  |                  |                  |                  |                  |          |          |          |          |  |  |                                   |                                   |                                   |                                   |                                   |                                   |                  |                  |                  |                  |            |            |            |            |          |          |              |              |              |              |              |              |         |         |         |         |         |         |                   |                   |                   |                   |                   |                   |      |      |                 |                 |                 |                 |                 |                 |  |  |                 |                 |                 |                 |                 |                 |          |          |               |               |               |               |               |               |  |  |                   |                   |                   |                   |                   |                   |  |  |                    |                    |                    |                    |                    |                    |  |  |  |  |  |  |
| Élisabeth | Élisabeth | Élisabeth | Élisabeth | Élisabeth        | Élisabeth        |                  |                  | Zacharie         | Zacharie         | Zacharie | Zacharie | Zacharie | Zacharie |  |  | Eliud                             | Eliud                             | Eliud                             | Eliud                             | Eliud                             | Eliud                             |                  |                  | Émérencie,       | Émérencie,       | Émérencie, | Émérencie, | Émérencie, | Émérencie, |          |          | Vierge Marie | Vierge Marie | Vierge Marie | Vierge Marie | Vierge Marie | Vierge Marie |         |         | Joseph  | Joseph  | Joseph  | Joseph  | Joseph            | Joseph            |                   |                   |                   |                   |      |      | Marie Jacobé    | Marie Jacobé    | Marie Jacobé    | Marie Jacobé    | Marie Jacobé    | Marie Jacobé    |  |  | Alphée          | Alphée          | Alphée          | Alphée          | Alphée          | Alphée          |          |          |               |               |               |               |               |               |  |  | Marie Salomé      | Marie Salomé      | Marie Salomé      | Marie Salomé      | Marie Salomé      | Marie Salomé      |  |  | Zébédée            | Zébédée            | Zébédée            | Zébédée            | Zébédée            | Zébédée            |  |  |  |  |  |  |
| Élisabeth | Élisabeth | Élisabeth | Élisabeth | Élisabeth        | Élisabeth        |                  |                  | Zacharie         | Zacharie         | Zacharie | Zacharie | Zacharie | Zacharie |  |  | Eliud                             | Eliud                             | Eliud                             | Eliud                             | Eliud                             | Eliud                             |                  |                  | Émérencie,       | Émérencie,       | Émérencie, | Émérencie, | Émérencie, | Émérencie, |          |          | Vierge Marie | Vierge Marie | Vierge Marie | Vierge Marie | Vierge Marie | Vierge Marie |         |         | Joseph  | Joseph  | Joseph  | Joseph  | Joseph            | Joseph            |                   |                   |                   |                   |      |      | Marie Jacobé    | Marie Jacobé    | Marie Jacobé    | Marie Jacobé    | Marie Jacobé    | Marie Jacobé    |  |  | Alphée          | Alphée          | Alphée          | Alphée          | Alphée          | Alphée          |          |          |               |               |               |               |               |               |  |  | Marie Salomé      | Marie Salomé      | Marie Salomé      | Marie Salomé      | Marie Salomé      | Marie Salomé      |  |  | Zébédée            | Zébédée            | Zébédée            | Zébédée            | Zébédée            | Zébédée            |  |  |  |  |  |  |
|           |           |           |           |                  |                  |                  |                  |                  |                  |          |          |          |          |  |  |                                   |                                   |                                   |                                   |                                   |                                   |                  |                  |                  |                  |            |            |            |            |          |          |              |              |              |              |              |              |         |         |         |         |         |         |                   |                   |                   |                   |                   |                   |      |      |                 |                 |                 |                 |                 |                 |  |  |                 |                 |                 |                 |                 |                 |          |          |               |               |               |               |               |               |  |  |                   |                   |                   |                   |                   |                   |  |  |                    |                    |                    |                    |                    |                    |  |  |  |  |  |  |
|           |           |           |           |                  |                  |                  |                  |                  |                  |          |          |          |          |  |  |                                   |                                   |                                   |                                   |                                   |                                   |                  |                  |                  |                  |            |            |            |            |          |          |              |              |              |              |              |              |         |         |         |         |         |         |                   |                   |                   |                   |                   |                   |      |      |                 |                 |                 |                 |                 |                 |  |  |                 |                 |                 |                 |                 |                 |          |          |               |               |               |               |               |               |  |  |                   |                   |                   |                   |                   |                   |  |  |                    |                    |                    |                    |                    |                    |  |  |  |  |  |  |
|           |           |           |           | Jean le Baptiste | Jean le Baptiste | Jean le Baptiste | Jean le Baptiste | Jean le Baptiste | Jean le Baptiste |          |          |          |          |  |  |                                   |                                   |                                   |                                   | Émineu (ou Énim)                  | Émineu (ou Énim)                  | Émineu (ou Énim) | Émineu (ou Énim) | Émineu (ou Énim) | Émineu (ou Énim) |            |            | Memelia    | Memelia    | Memelia  | Memelia  | Memelia      | Memelia      |              |              | Jésus        | Jésus        | Jésus   | Jésus   | Jésus   | Jésus   |         |         | Jacques le Mineur | Jacques le Mineur | Jacques le Mineur | Jacques le Mineur | Jacques le Mineur | Jacques le Mineur |      |      | Joseph Barsabas | Joseph Barsabas | Joseph Barsabas | Joseph Barsabas | Joseph Barsabas | Joseph Barsabas |  |  | Simon le Zélote | Simon le Zélote | Simon le Zélote | Simon le Zélote | Simon le Zélote | Simon le Zélote |          |          | Jude (apôtre) | Jude (apôtre) | Jude (apôtre) | Jude (apôtre) | Jude (apôtre) | Jude (apôtre) |  |  | Jacques le Majeur | Jacques le Majeur | Jacques le Majeur | Jacques le Majeur | Jacques le Majeur | Jacques le Majeur |  |  | Jean l'évangéliste | Jean l'évangéliste | Jean l'évangéliste | Jean l'évangéliste | Jean l'évangéliste | Jean l'évangéliste |  |  |  |  |  |  |
|           |           |           |           | Jean le Baptiste | Jean le Baptiste | Jean le Baptiste | Jean le Baptiste | Jean le Baptiste | Jean le Baptiste |          |          |          |          |  |  |                                   |                                   |                                   |                                   | Émineu (ou Énim)                  | Émineu (ou Énim)                  | Émineu (ou Énim) | Émineu (ou Énim) | Émineu (ou Énim) | Émineu (ou Énim) |            |            | Memelia    | Memelia    | Memelia  | Memelia  | Memelia      | Memelia      |              |              | Jésus        | Jésus        | Jésus   | Jésus   | Jésus   | Jésus   |         |         | Jacques le Mineur | Jacques le Mineur | Jacques le Mineur | Jacques le Mineur | Jacques le Mineur | Jacques le Mineur |      |      | Joseph Barsabas | Joseph Barsabas | Joseph Barsabas | Joseph Barsabas | Joseph Barsabas | Joseph Barsabas |  |  | Simon le Zélote | Simon le Zélote | Simon le Zélote | Simon le Zélote | Simon le Zélote | Simon le Zélote |          |          | Jude (apôtre) | Jude (apôtre) | Jude (apôtre) | Jude (apôtre) | Jude (apôtre) | Jude (apôtre) |  |  | Jacques le Majeur | Jacques le Majeur | Jacques le Majeur | Jacques le Majeur | Jacques le Majeur | Jacques le Majeur |  |  | Jean l'évangéliste | Jean l'évangéliste | Jean l'évangéliste | Jean l'évangéliste | Jean l'évangéliste | Jean l'évangéliste |  |  |  |  |  |  |
|           |           |           |           |                  |                  |                  |                  |                  |                  |          |          |          |          |  |  |                                   |                                   |                                   |                                   |                                   |                                   |                  |                  |                  |                  |            |            |            |            |          |          |              |              |              |              |              |              |         |         |         |         |         |         |                   |                   |                   |                   |                   |                   |      |      |                 |                 |                 |                 |                 |                 |  |  |                 |                 |                 |                 |                 |                 |          |          |               |               |               |               |               |               |  |  |                   |                   |                   |                   |                   |                   |  |  |                    |                    |                    |                    |                    |                    |  |  |  |  |  |  |
|           |           |           |           |                  |                  |                  |                  |                  |                  |          |          |          |          |  |  |                                   |                                   |                                   |                                   |                                   |                                   |                  |                  | Saint Servais    |                  |            |            |            |            |          |          |              |              |              |              |              |              |         |         |         |         |         |         |                   |                   |                   |                   |                   |                   |      |      |                 |                 |                 |                 |                 |                 |  |  |                 |                 |                 |                 |                 |                 |          |          |               |               |               |               |               |               |  |  |                   |                   |                   |                   |                   |                   |  |  |                    |                    |                    |                    |                    |                    |  |  |  |  |  |  |

Dans certaines représentations, on trouve également la sœur d'Anne, Ismérie, avec sa descendance, donc 8 ou 9 personnes supplémentaires. C'est le cas du tableau de Jan Baegert, mais aussi de l'antependium en provenance de Strasbourg.

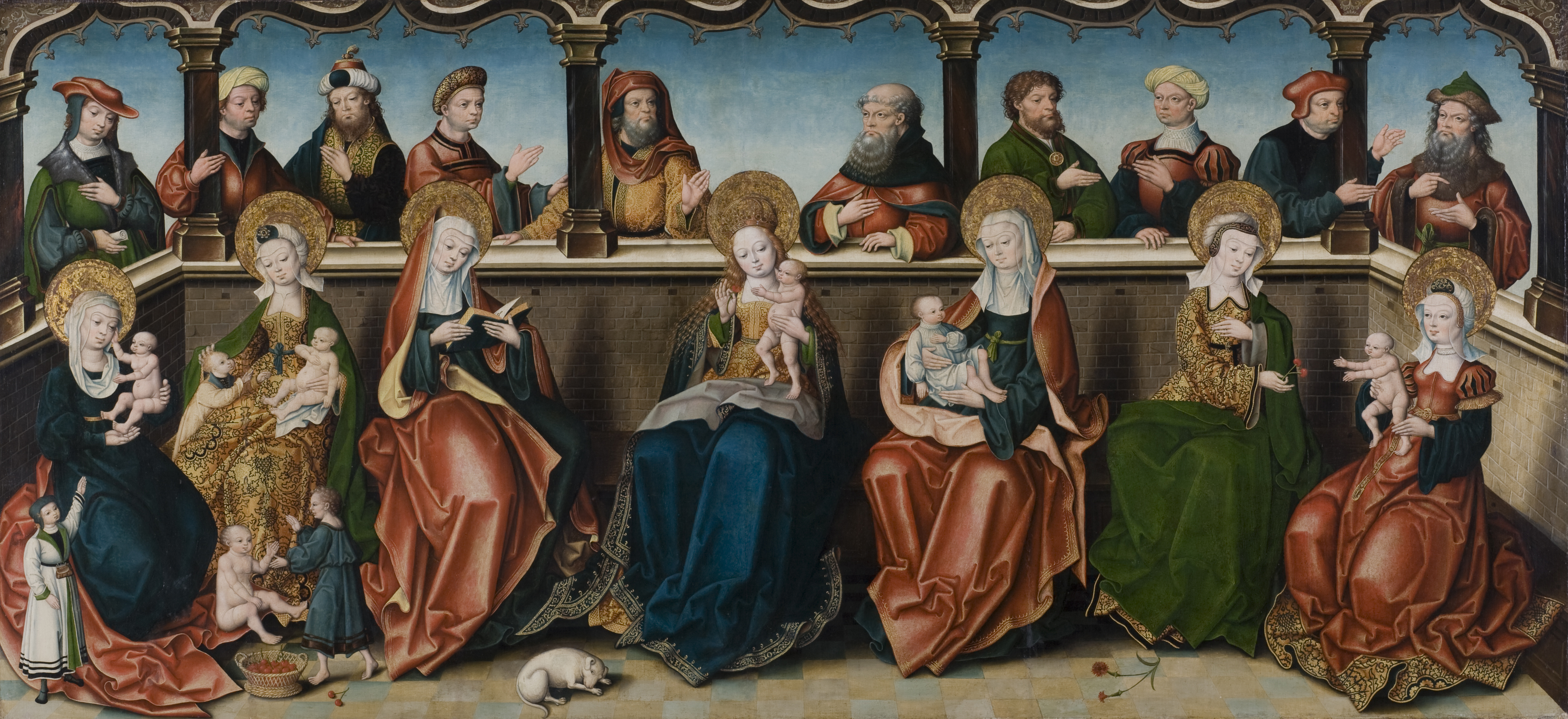
Jan Baegert, La Sainte Parenté (1530), Museum für Kunst und Kulturgeschichte Dortmund (de). Au premier rang les femmes : Au centre Marie, mère de Jésus ; à gauche et à droite, deux femmes sans enfant : Anne reconnaissable au livre, et sa sœur Ismérie. Entre Marie et Ismérie, Élisabeth portant Jean-Baptiste. Les trois autres femmes sont reconnaissables au nombre d'enfants : deux pour Marie Salomé, quatre pour Marie Jacobé, et un pour Memelia (?), mère de Servais.
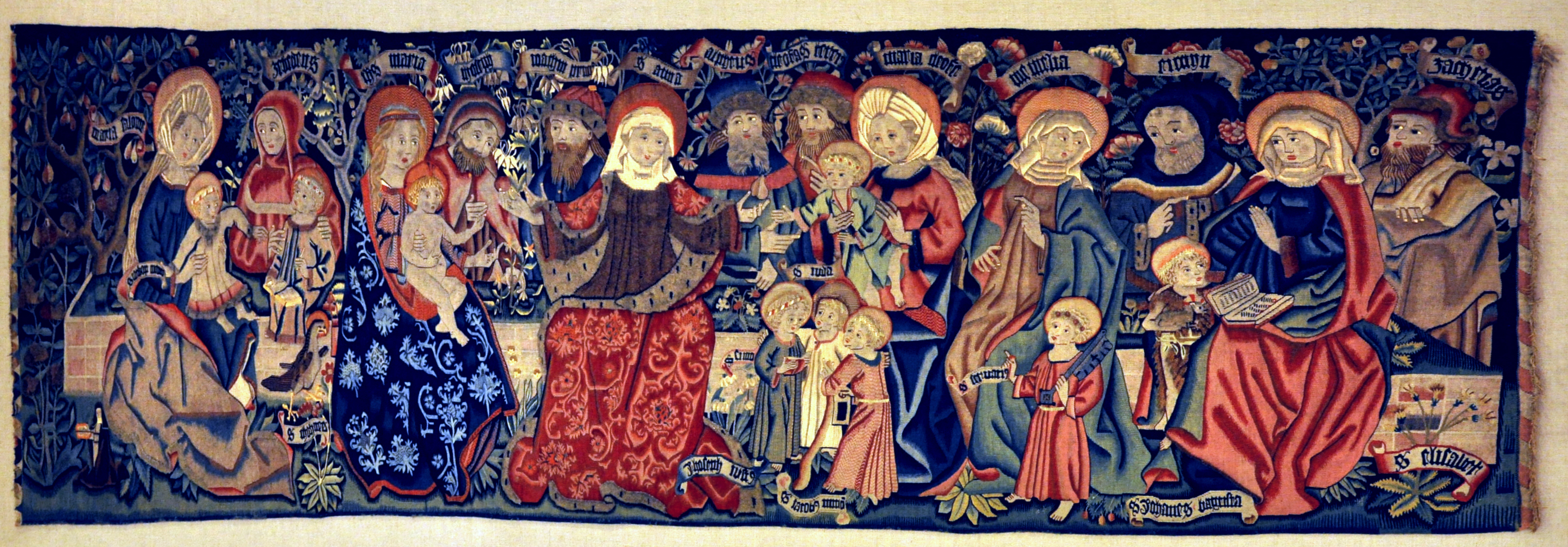
Antependium, Heilige Sippe (1490/1500), Strasbourg, maintenant Musée des arts appliqués (Francfort).  On lit de gauche à droite : Maria Salomé, Jacobus, Zebedeus, S. Johannes, Maria, (Jésus n'est pas nommé) Joseph, Joachim, S. Anna, Alpheus, Joseph, Simon, Jude, Cleobas, Maria Cleoba, puis tout à  droite : Memelia, Eimyn, S. Cerruaci (Servais), S. Johannes Battista, S. Elisabeth et Zacharias.

## Sources
La base de cet arbre généalogique est le trinubium, la tradition selon laquelle Anne s'est mariée trois fois. La descendance est précisée comme suit dans La Légende dorée de Jacques de Voragine : 
« Anne conçut, dit-on, trois filles nommées Marie,

Dont les pères furent Joachim, Cléophas et Salomé,

Les époux Joseph, Alphée et Zébédée.

La première enfanta le Christ, la deuxième Jacques le Mineur,

Joseph le Juste, Jude et Simon

La troisième Jacques le Majeur et Jean l'ailé. »
« Anna solet dici tres concepisse Marias,

Quas genuere viri Joachim, Cleophas, Salomeque.

Has duxere viri Joseph, Alpheus, Zebedeus.

Prima parit Christum, Jacobum secunda minorem,

Et Joseph justum peperit cum Simone Judam,

Tertia majorem Jacobum volucremque Johannem.»
Le plus ancien théologien connu à avoir exposé le concept de trinubium est Haymon d'Auxerre, dans son Historiae sacrae epitome, qui est elle-même un abrégé de manuscrits plus anciens.

## Évolution

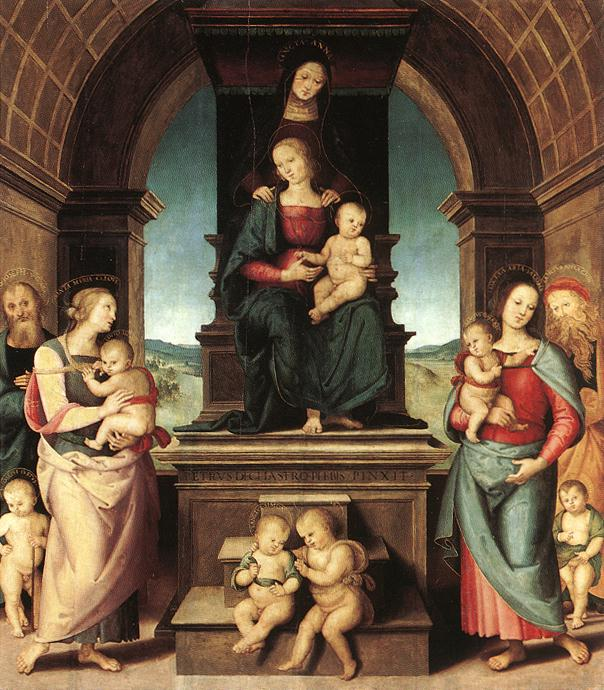
La Famille de la Vierge, par Le Pérugin en 1500-1502.

La légende du triple mariage (Trinubium Annae) est peut-être due au bénédictin Haymon d'Auxerre. Le concept de Sainte Parenté remonte jusqu'au début du XIVe siècle. Il a vu un déploiement artistique important depuis le milieu du XIVe siècle. 
De très nombreuses représentations de la Sainte Parenté existent. La diffusion du thème en Europe du Nord atteint toutes les couches de la société. D'après Annie Cloulas-Brousseau, ce succès provient du fait qu'il répond à des préoccupations de la société de l'époque.  Il exalte 
le matriarcat et l’importance des liens familiaux qui assurent stabilité et continuité dans tous les domaines. Il affirme aussi qu’il faut procréer afin de pallier la mortalité qu’engendrent les guerres et les épidémies. La fécondité d’Anne sert de modèle aux familles chrétiennes, en justifiant le remariage des veuves. Les réformateurs accentuent encore le message. En 1523, Heinrich de Kettenbach (de), franciscain converti aux thèses luthériennes, écrivait : « Je crois que Dieu a établi le mariage de telle sorte qu’une pieuse personne mariée, même si elle a été mariée trois fois, est plus estimée de Dieu qu’un moine ou une nonne qui sont restés chastes pendant trente ans ».
Le Concile de Trente rejette en 1563 le triple mariage d’Anne, mettant ainsi fin à la profusion de représentations. Quelques œuvres plus tardives existent, surtout au sud des Pays-Bas. Ainsi, Maarten de Vos le peint à plusieurs reprises, et Hendrick de Clerck en compose une autre, aujourd’hui à Bruxelles (Musées royaux des beaux-arts ). Sur les sujets trône la Sainte Famille stricto sensu, entourée des parents de la Vierge, parfois accompagnés d’Élisabeth, Zacharie et du petit saint Jean Baptiste, comme chez Jacob Jordaens, La Sainte Famille avec sainte Anne, le jeune Baptiste et ses parents, Metropolitan Museum of Art.

## Galerie

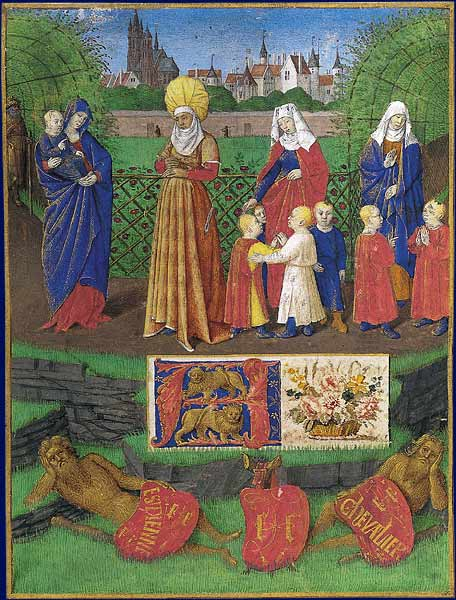
Jean Fouquet, Sainte Anne et les trois Marie Bnf (département des manuscrits, NAL 1416.

La Sainte Anne et les trois Marie de Jean Fouquet, peinte entre 1452 et 1460 pour les Heures d'Étienne Chevalier, montre, à l'angle d'un jardin urbain, devant un treillis garni de rosiers, sainte Anne qui se tient majestueusement parmi ses trois filles accompagnées de leurs enfants. La Vierge, portant Jésus dans ses bras qui bénit sa parenté, se détache à gauche sur une tonnelle, où saint Joseph apparaît au fond à gauche en grisaille rehaussé d’or. De l’autre côte les deux autres Marie, entourées de leurs enfants qui jouent et conversent sous l’œil attentif de leurs mères. Aux yeux des contemporains pour qui « sainte Anne habitait avec ses filles dans un jardin aux palissades de roses, d’où l’on découvrait les clochers de Tours ». 

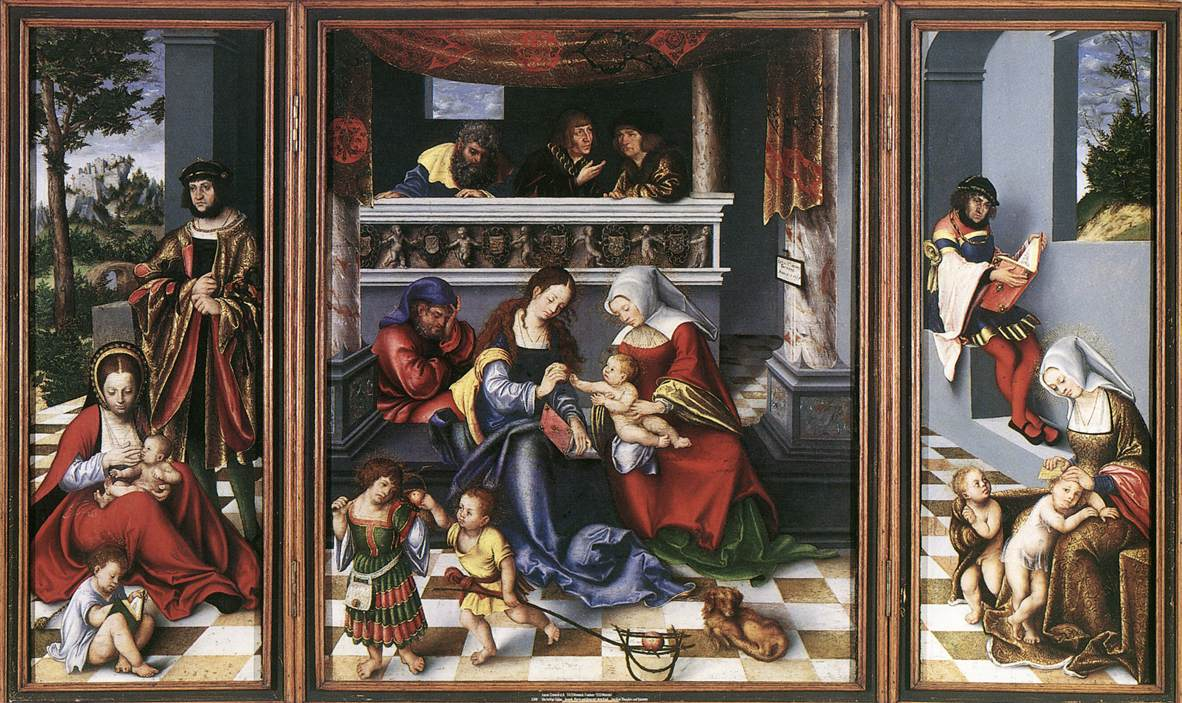
Lucas Cranach l'Ancien, Retable de la Sainte Parenté (1509), Städel, Francfort-sur-le-Main.

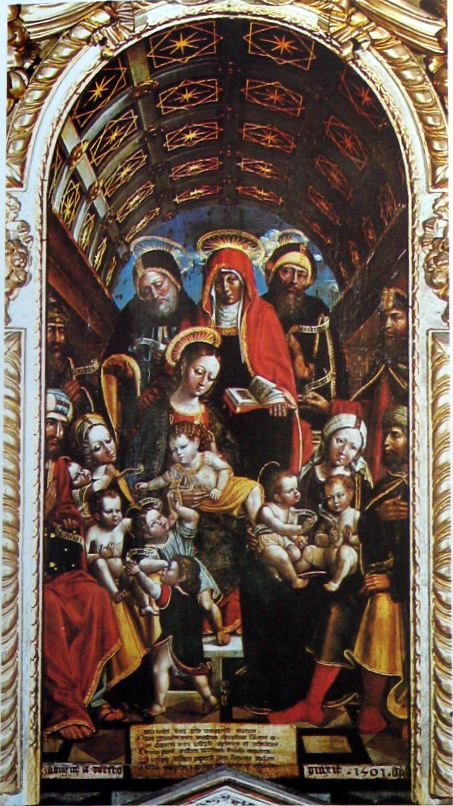
Gandolfino da Roreto, Généalogie de la Vierge (1501), Cathédrale Santa Maria Assunta (Asti).

En 1509, le prince électeur Frédéric le Sage commande à Lucas Cranach l’Ancien pour l’église Sainte-Marie à Torgau un triptyque consacré à la Sainte Parenté, conservé au Städel, le musée de Francfort-sur-le-Main. Dans une architecture palatine conforme au goût nouveau pour l’antique, les contemporains prêtent leurs traits aux personnages bibliques. Tandis que les demi-sœurs de Marie et leurs époux prennent place sur les volets, Marie et Anne, presque aussi jeune que sa fille, jouent avec Jésus qui cherche à attraper une pomme tendue par sa mère. Ses cousins, beaucoup plus âgés que lui, jouent aussi avec des pommes. Joseph, pensif, baisse les yeux et toute l’attention se concentre sur les trois maris d’Anne, accoudés derrière une balustrade. Le statut des deux plus jeunes est indiqué par des putti en grisaille présentant des blasons et par la tenture rouge qui les surmonte. Ce sont l’Empereur Maximilien et son chapelain, Wolfgang von Maen. Un peu à l’écart, Joachim dont les vêtements modestes contrastent avec les costumes d’apparat de ses voisins, est un autoportrait du peintre. Sur les volets latéraux, Frédéric et son fils Jean incarnent Alphée et Zébédée.
Gandolfino da Roreto a peint cinq versions sur le thème de la Sainte Parenté, dont une Sacra Parentela (it) qui se trouve au musée municipal d'art antique (it) de Turin.  Celle  conservée dans la cathédrale d’Asti a servi de modèle au peintre lombard Lorenzo Fasolo, dans sa composition pour la chapelle Multedi de l’église San Giacomo de Savone. Une autre composition du peintre sur ce thème se trouve au Louvre.

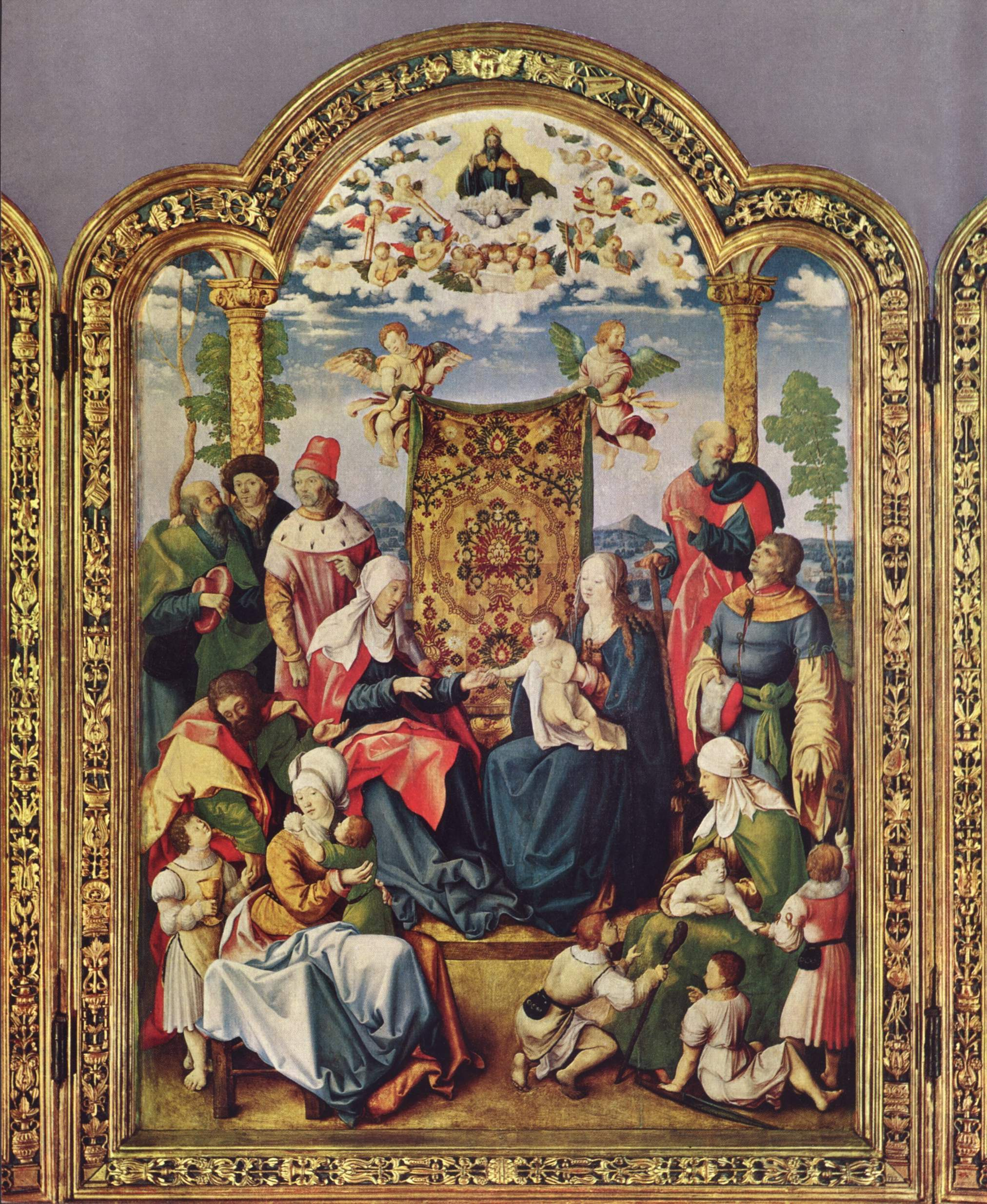
Wolf Traut, Sainte Parenté (1514), Bayerisches Nationalmuseum, Munich.

Une autre représentation de la Sainte Parenté est un tableau du peintre nurembergeois Wolf Traut (1478/80- 1520). Il constitue le panneau central du triptyque d'un retable qui  était initialement dans la chapelle Tuchmacher de l'église Saint-Laurent (Lorenzkirche) de Nuremberg et qui, à partir du XVIIe siècle se trouvait à Artelshofen (maintenant incorporé dans la commune de Vorra), dans l'église patronale des Harsdorffer avant de trouver sa place finale au musée. On y trouve, devant un baldaquin tenus par deux angelots, sainte Anne jouant avec le Christ sur les genoux de sa mère, et les deux autres Marie avec leurs enfants au premier plan; relégués au deuxième les époux, le tout entouré de deux colonnes ouvragées et donnant sur un paysage verdoyant. Au-dessus se trouve l'esquisse d'une Sainte Trinité, avec Dieu le Père couronné  et portant le globe terrestre surmonté d'une croix, et juste en dessous la colombe du Saint-Esprit, le tout dans un concert où jouent un orchestre et un chœur d'angelots, avec tambours, harpe, viole et trompettes.

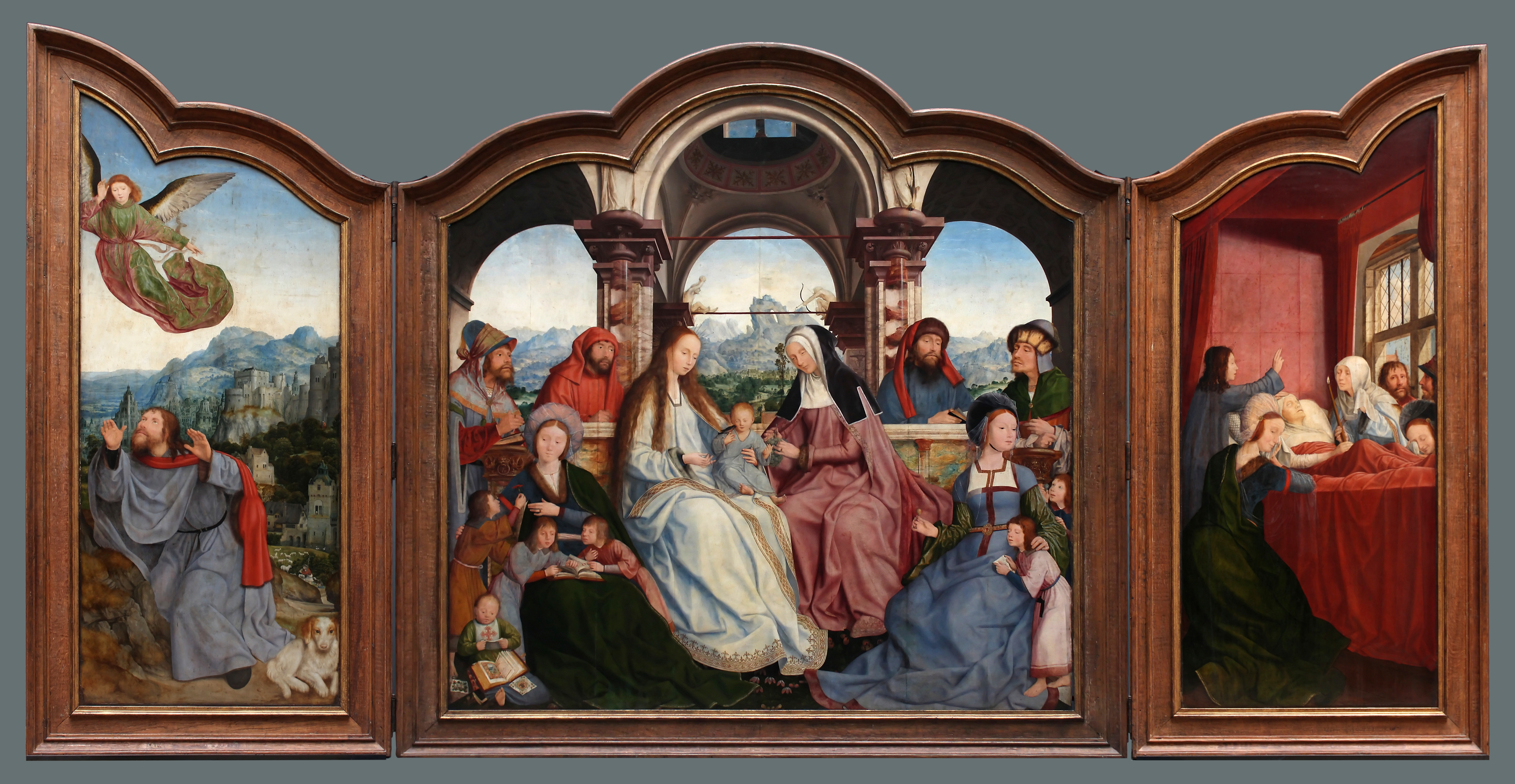
Quentin Metsys, Triptyque de la confrérie de Sainte-Anne à Louvain.

La Sainte Parenté de Quentin Massys n'occupe que la partie centrale du triptyque de la confrérie de Sainte-Anne à Louvain, mais les petits enfants d'Anne sont soigneusement doté d'attributs qui indiquent leur destinés : ainsi Marie Jacobé, à gauche, est préoccupée par l'œillet rouge que lui présente Jacques le Mineur, symbole de son futur martyre ; deux autres de ses enfants, Joseph le Juste et Simon Zélote consultent un manuscrit, alors que le petit Judas Thaddée est subjugué par les images religieuses et l'écriture.